# Костемерево
Костемерево — село в Скопинском районе Рязанской области России, входит в состав Шелемишевского сельского поселения.

## География
Село расположено на берегу реки Вёрда в 7 км на запад от центра поселения села Шелемишево и в 22 км на юго-восток от райцентра города Скопин.

## История
Костемерево в качестве села упоминается в окладных книгах 1676 года, где при находившейся в том селе Покровской церкви показано в приходе 3 двора помещиков Рязанцев и Ряшен, 14 дворов крестьянских, 3 двора задворных слуг. В 1734 году приходских дворов при ней состояло 34. Вместо обветшавшей церкви в 1766 году была поставлена новая деревянная церковь в прежнее храмонаименование. В 1850 году церковь была перестроена помещиком сельца Дмитриевского Николаем Михайловичем Лихаревым.
В XIX — начале XX века село входило в состав Боровской волости Скопинского уезда Рязанской губернии. В 1906 году в селе было 112 дворов.
С 1929 года село входило в состав Новобарковского сельсовета Ряжского района Рязанского округа Московской области, с 1935 года — в составе Желтухинского района, с 1937 года — в составе Рязанской области, с 1956 года — в составе Скопинского района, с 2005 года — в составе Шелемишевского сельского поселения.

## Население
| 1859 | 1897 | 1906 | 2010 |
| ---- | ---- | ---- | ---- |
| 631  | ↗815 | ↘721 | ↘41  |

## Достопримечательности
В селе расположена недействующая церковь Покрова Пресвятой Богородицы (1910)